# 로날트 페네티안
로날트 뤼날도 페네티안(네덜란드어: Ronald Runaldo Venetiaan, 1936년 6월 18일~)은 수리남의 제6대 대통령이자 수학자이다. 1991년부터 1996년까지 제6대 대통령을 역임하였고, 윌러스 베이던보스(Jules Wijdenbosch)에게 패배하여 연임에 실패하였다. 이후 2000년 민주발전신전선의 대통령 후보로 출마하여 의회에서 51표 중 37표를 받아 대통령에 다시 당선됐다. 2005년에 대통령을 재선하며 2010년까지 대통령을 역임하였다.
성 베네티안은 네덜란드어로 베네치아를 뜻한다.

## 참고
1. ↑  (네덜란드어) Kabinet van de President van de Republiek Suriname 보관됨 2006-11-02 - 웨이백 머신